# Saint-Martin-lès-Seyne
Saint-Martin-lès-Seyne är en kommun i departementet Alpes-de-Haute-Provence i regionen Provence-Alpes-Côte d'Azur i sydöstra Frankrike. Kommunen ligger  i kantonen Seyne som ligger i arrondissementet Digne-les-Bains. År 2022 hade Saint-Martin-lès-Seyne 9 invånare.

## Befolkningsutveckling
Antalet invånare i kommunen Saint-Martin-lès-Seyne
Referens: INSEE